# 後性別主義
后性别主义（英語：Postgenderism）是一种社会、政治和文化运动，其源于社會性别對文化、心理和社会的侵蚀作用，并且爭論為什麼性別二元論的侵蚀將要被解放。
后性别主义者认为，社會性别會对人类的潜能造成任意和不必要的限制，并預料到由于社会和文化的改變以及通过神經科技、生物科技和辅助生殖技术的应用，在人类物种中消除无意识的心理性别分化。
后性别主义的倡議者认为，性别角色、社会階層和性别差异的存在通常都对个人和社会有害。鉴于先进的辅助生殖科技的巨大潜力，后性别主义者认为，以生殖为目的的性行为要么会过时，要么所有后性别化的人都将拥有自行生育能力。后性别主义者认为，这将有助于消除在这样一个社会中对性别的明确需要。